# John Lander (Ruderer)

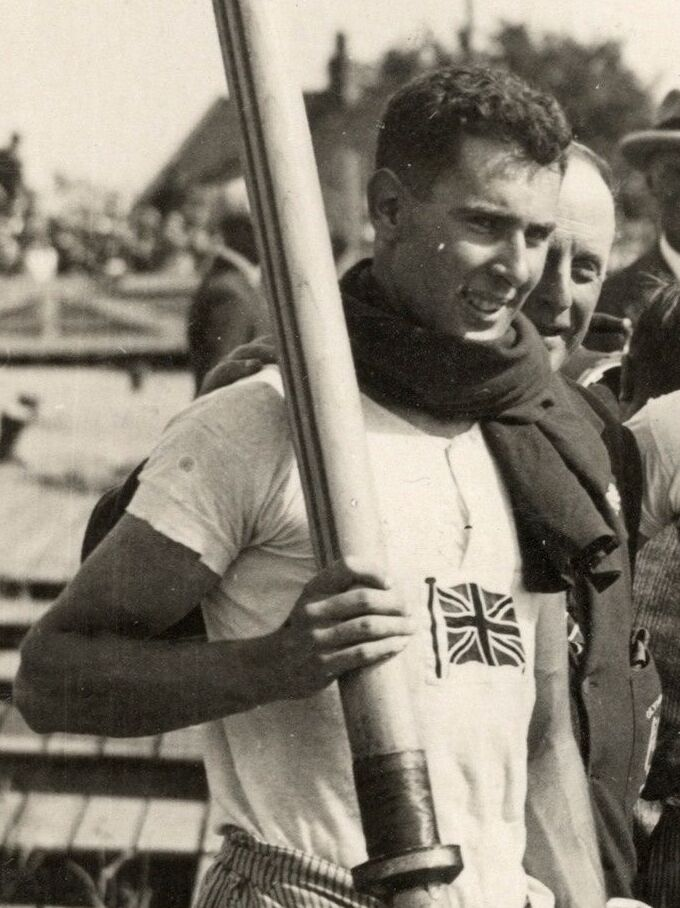
John Lander (1928)

John Gerard Heath Lander (* 7. September 1907 in Liverpool; † 25. Dezember 1941 in Hongkong) war ein britischer Ruderer. 
Bei den Olympischen Spielen 1928 nahmen im Vierer ohne Steuermann insgesamt sechs Boote teil. Der britische Vierer mit John Lander, Michael Warriner, Richard Beesly und Edward Bevan gewann im Vorlauf gegen die Franzosen. Im Viertelfinale siegten die Briten durch Zielrichterentscheid über den deutschen Vierer. Nach einem Freilos im Halbfinale besiegten die Briten im Finale das US-Boot mit einer Sekunde Vorsprung.
John Lander vom Leander Club schloss sein Studium an der University of Cambridge ab und wurde Geschäftsmann in Hongkong. Als Freiwilliger des Hong Kong Volunteer Defence Corps fiel er im Zweiten Weltkrieg bei der Schlacht um Hongkong. John Lander ist der einzige britische Olympiasieger, der im Zweiten Weltkrieg im Kampfeinsatz fiel.